# 小山八幡神社
小山八幡神社（こやまはちまんじんじゃ）は、東京都品川区荏原にある神社。旧小山村の鎮守。旧称は妙見八幡、池の谷八幡。登記上の宗教法人名称は八幡神社（はちまんじんじゃ）。

## 由緒
当神社の由緒は不明であるが、言い伝えによると、長元3年（1030年）頃に源頼信がこの地に誉田別尊を氏神として奉ったのが始まりであるという。後に妙見菩薩も誉田別尊と並んで祀られたので、妙見八幡ともこの地の旧名を採って池の谷八幡とも呼ばれていた。妙見菩薩は明治時代の神仏分離令により、隣接してある別当寺であった・摩耶寺に移された。
境内は小高い丘（古墳跡といわれている）の上に位置しているため、『小山』と呼ばれそれが現在の近辺の『小山』の地名の由来になっている。現在では境内からの眺めが品川百景に選ばれている。
かつては小山村全体が氏子の範囲であったが、元禄時代に宗教上の軋轢により二分され、三谷地区に三谷八幡神社が分祀されて現在に至っている。二分されたが現在では祭りは両社合同で行うため両社祭りという。また、荏原七福神のひとつとして大黒天をまつっている。
境内には椎の木の大木があり、この椎の木は品川区指定文化財になっている。

## 境内社

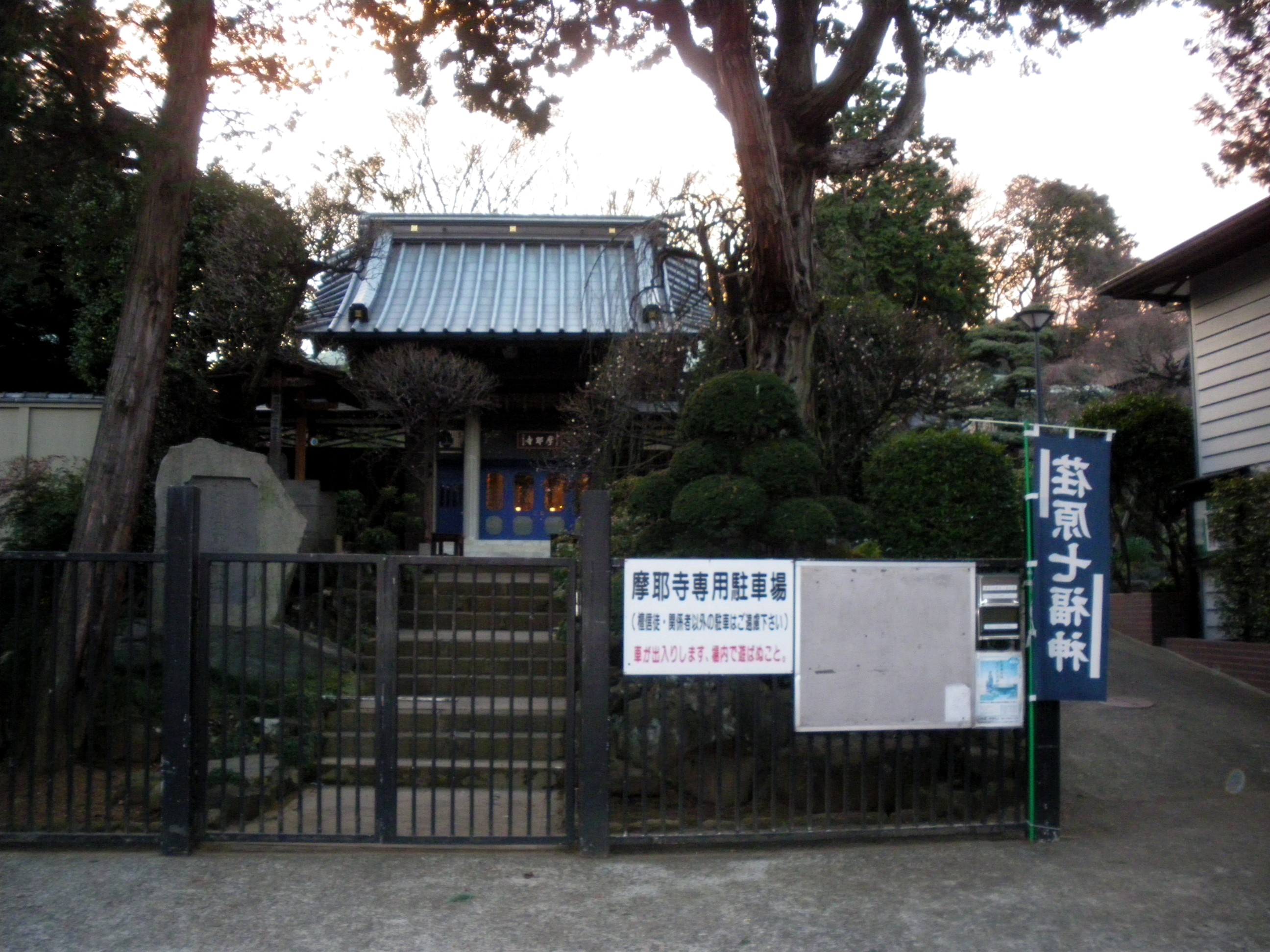
別当だった摩耶寺。小山八幡神社に隣接してある。

- 稲荷神社
- 甲子神社

## 文化財
小山八幡神社のシイ品川区指定文化財 天然記念物

## マンション開発計画
2023年5月に、東急グループの東急不動産が事業主として、上述の区指定天然記念物である樹齢約200年のシイをはじめとした境内の樹木のほとんどを伐採し、敷地に低層マンションを建設する計画が報道された。開発計画を主導する森田一宮司は資金獲得の手段として氏子諸氏への理解を求めている一方、地域住民はこの計画が一方的であり資金運用の全容も不透明であるとして、鎮守の森の伐採とマンション開発に反対している。

## アクセス
- 東急目黒線・西小山駅また洗足駅より徒歩約8分。または東急大井町線・東急池上線・旗の台駅より徒歩約13分。
- 拝観は無料。

## 関連文献
- 『新編武蔵風土記稿』 巻ノ47荏原郡ノ9.小山村 妙見社、内務省地理局、1884年6月。NDLJP:763981/96。